# روجر لودج
روجر لودج (بالإنجليزية: Roger Lodge) هو مقدم برامج إذاعية أمريكي، ولد في 12 مارس 1960 في فونتانا في الولايات المتحدة.

## وصلات خارجية
- روجر لودج على موقع IMDb (الإنجليزية)
- روجر لودج على موقع إن إن دي بي (الإنجليزية)
- روجر لودج على موقع قاعدة بيانات الفيلم (الإنجليزية)